# Apachedans
|  | For den danske film fra 1909, se Apache Dans |
Apache el. apachedans er en meget dramatisk dans som normalt forbindes med den parisiske gadekultur i begyndelsen af det 20. århundrede. Dansens navn udtales ah-PAHSH (ikke ah-PATCH-ee, som indianerstammen).
Dansen er meget brutal for kvinden og kan fx vise en primitiv, passioneret "diskussion" mellem en alfons og en prostitueret. "Valse des rayons" fra Offenbachs ballet "Le papillon" blev brugt i en forestilling i 1908 på Moulin Rouge og er blevet den musik som oftest associeres med dansen.
Olivia og Brutus danser somme tider apachedans i de gamle Skipper Skræk tegnefilm.
Den svensk-jødiske kunstner Isaac Grünewald har i 1918 malet et ekspressionistisk maleri, der afbilder dansen. Motivet er også kendt fra den tyske litteratur, hvor bl.a. den tyske forfatter Klabund har skrevet digtet Apachen-Abscheid i 1916.
Dansen er opkaldt efter apacherne, de parisiske gadebander.
Den berømte franske 10-delte 7-timers stumfilm Les Vampires (1915, genudgivet på DVD i 2005) om en apachebande, "Vampires", indeholder en række scener med apachedans udført af rigtige apachedansere fra gaden, frem for skuespillere. Nordisk Films Kompagni udgav i 1909 filmen Apache Dans og Fotorama udgav i 1911 spillefilmen Ansigtstyven, der også indeholder en central scene, hvor der danses apachedans. 